# إطلاق النار على مقر وكالة المخابرات المركزية
في 25 يناير 1993، خارج مركز جورج بوش للاستخبارات،حرم مقر وكالة المخابرات المركزية في لانغلي، فيرجينيا، قتل المواطن الباكستاني مير أيمال كانسي اثنين من موظفي وكالة المخابرات المركزية في سيارتهما بينما كانا ينتظران عند إشارة المرور وجرح ثلاثة آخرين.
فر كانسي من البلاد ووُضِع على قائمة مكتب التحقيقات الفدرالي العشرة المطلوبين الهاربين، مما أثار مطاردة دولية استمرت أربع سنوات.تم القبض عليه من قبل فرقة عمل مشتركة بين مكتب التحقيقات الفيدرالي وسي آي أي/وكالة الاستخبارات الباكستانية في باكستان في عام1997 وتم تسليمه إلى الولايات المتحدة لمحاكمته.واعترف بإطلاق النار على الضحايا وأدين بجريمة القتل العمد والقتل من الدرجة الأولى وأعدم بالحقنة المميتة في عام 2002.

## خلفية

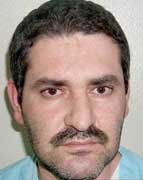
مير أيمال كانسي،بعد وقت قصير من القبض عليه في عام 1997

ولد مير أيمال كانسي (أو مير قاضي) في كويتا، بلوشستان، باكستان، إما في 10 فبراير أو 22 أكتوبر 1964، أو 1 يناير 1967. دخل الولايات المتحدة عام 1991، آخذًا مبلغًا كبيرًا من المال ورثه عند وفاة والده في عام 1989.سافر على أوراق مزورة اشتراها في كراتشي، باكستان، غير اسمه الأخير إلى «كانسي»، ثم اشترى لاحقًا بطاقة خضراء مزورة في ميامي. أقام مع صديقه الكشميري، زاهد مير، في شقته بمدينة ريستون بولاية فيرجينيا، واستثمر في شركة توصيل عمل فيها أيضًا سائقًا. سيكون هذا العمل حاسمًا في اختياره للهدف: «كنت أعبر هذه المنطقة كل يوم تقريبًا وعرفت أن هذين المسارين اللذين يتجهان إلى اليسار كانا في الغالب أشخاصًا يعملون لصالح وكالة المخابرات المركزية.» 
وفقًا لكانسي، فكر أولاً في مهاجمة أفراد وكالة المخابرات المركزية بعد شراء أيه كيه-47 صينية الصنع من متجر أسلحة شانتيلي.سرعان ما أصبحت الخطة «أكثر أهمية من أي شيء آخر بالنسبة له».

## إطلاق نار
في حوالي الساعة في 25 يناير 1993، أوقف كانسي عربة محطة داتسون بنية اللون مستعارة  خلف عدد من المركبات التي تنتظر عند إشارة مرور حمراء على الجانب الشرقي من الطريق 123،مقاطعة فيرفاكس. كانت المركبات تنتظر للانعطاف يسارا إلى المدخل الرئيسي لمقر وكالة المخابرات المركزية.خرج كانسي من سيارته حاملاً بندقية أيه كيه-47 نصف آلية، وشرع في التحرك بين صفوف المركبات، وأطلق عليها ما مجموعه 10 طلقات، مما أسفر عن مقتل لانسينغ إتش بينيت،66 عامًا، وفرانك دارلينج،28 عامًا.وأصيب ثلاثة آخرون بأعيرة نارية. تم إطلاق النار على دارلينج أولاً ثم أصيب لاحقًا بطلقات نارية إضافية في الرأس بعد أن أطلق كانسي النار على الأشخاص الآخرين.وبحسب بيان لوكالة المخابرات المركزية الأمريكية، فإن «جميع الضحايا كانوا موظفين بدوام كامل أو موظفين متعاقدين مع الوكالة».ولم يتم الكشف عن تفاصيل أخرى.
خلال اعترافه الأخير، قال كانسي إنه توقف عن إطلاق النار فقط لأنه «لم يبق أي شخص آخر يطلق النار»، وأنه أطلق النار على الركاب الذكور فقط لأنه،كمسلم، «سيكون إطلاق النار على الإناث مخالفًا لدينه []». وقد فوجئ بعدم وجود رد مسلح: «اعتقدت أنه سيتم اعتقالي، أو ربما قتلت في تبادل لإطلاق النار مع حراس وكالة المخابرات المركزية أو الشرطة».
صعد كانسي عائداً إلى سيارته وتوجه إلى حديقة قريبة.بعد 90 دقيقة من الانتظار، أدرك أنه لم يتم البحث عنه بنشاط وعاد بالسيارة إلى شقته في ريستون. في ذلك الوقت، أفادت التقارير أن الشرطة كانت تبحث عن رجل أبيض في العشرينات من عمره، ولم يُعتقد أن إطلاق النار مرتبط مباشرة بوكالة المخابرات المركزية. أخفى البندقية في كيس بلاستيكي أخضر تحت أريكة، وذهب إلى مطعم ماكدونالدز لتناول الطعام، وحجز في دايز إن ليلاً.علم من تقارير CNN الإخبارية أن الشرطة أخطأت في التعرف على سيارته وليس لديها رقم لوحة سيارته. في صباح اليوم التالي، استقل رحلة إلى كويتا.صرح كانسي عن دوافعه في مقابلة مع شبكةCNN: «كنت غاضبًا حقًا من سياسة الحكومة الأمريكية في الشرق الأوسط، وخاصة تجاه الشعب الفلسطيني».

## تحقيق
تم تشكيل فريق عمل استقصائي (يُطلق عليه «لانجمور» بسبب «جرائم لانغلي») من كل من مكتب التحقيقات الفيدرالي وشرطة مقاطعة فيرفاكس المحلية.بدأوا في غربلة مشتريات أيه كيه-47 الأخيرة في ماريلاند وفيرجينيا - كان هناك ما لا يقل عن1600 مقارنة بالعام السابق وحده.كان اسم كانسي مدرجًا في قسيمة المبيعات من متجر أسلحة في شانتيلي، حيث استبدل مسدسًا آخر ببندقية أيه كيه-47  قبل إطلاق النار بثلاثة أيام فقط.
قدمت هذه المعلومات أول دليل قوي في التحقيق عندما أبلغ زميل كانسي في الغرفة، زاهد مير، عن فقده بعد يومين من إطلاق النار. كما أخبر الشرطة كيف سيغضب كانسي من مشاهدة تقارير سي ان ان عن الهجمات على المسلمين  وعلى وجه الخصوص، ذكر كانسي لاحقًا الهجمات الأمريكية على العراق، وعمليات القتل الإسرائيلية للفلسطينيين، وتورط وكالة المخابرات المركزية في الدول الإسلامية. على الرغم من أن مير لم يفكر كثيرًا في ذلك الوقت، إلا أن كانسي قال إنه يريد القيام «بشيء كبير»، بأهداف محتملة،البيت الأبيض والسفارة الإسرائيلية ووكالة المخابرات المركزية.
كشفت الشرطة أثناء تفتيش شقة كانسي عن بندقية أيه كيه-47 المخفية تحت الأريكة.أكدت اختبارات المقذوفات أنه كان السلاح المستخدم في إطلاق النار، وأصبح كانسي المشتبه به الرئيسي في التحقيق. تم إدراجه كواحد من المطلوبين العشرة الهاربين من مكتب التحقيقات الفيدرالي. ركز البحث على باكستان، وأمضى العملاء السنوات الأربع التالية في تعقب مئات الخيوط، ونقلوهم إلى أماكن بعيدة مثل تايلاند، ولكن دون جدوى. كشف كانسي لاحقًا أنه قضى هذه الفترة في مأوى من قبل رفاقه من قبائل البشتون، في المناطق الحدودية لأفغانستان، وقام بزيارات قصيرة فقط إلى باكستان.

## القبض والتسليم
في مايو 1997، دخل مخبر إلى القنصلية الأمريكية في كراتشي وادعى أنه يمكنه المساعدة في قيادتهم إلى كانسي.كدليل على ذلك، أظهر نسخة من طلب رخصة القيادة الذي قدمه كانسي باسم مستعار ولكنه يحمل صورته.على ما يبدو، كان الأشخاص الذين كانوا يؤوون كانسي مستعدين الآن لقبول عرض مكافأة بملايين الدولارات مقابل القبض عليه.تزعم مصادر أخرى أنهم تعرضوا لضغوط من قبل الحكومة الباكستانية.وصرح كانسي «أريد أن أوضح (أن) الأشخاص الذين خدعوني...كانوا من البشتون، وكانوا أصحاب أراض في منطقتي عشيرتي ليغاري وخوسا في ديرا غازي خان، لكنني لن أذكرهم أبدًا».
كان كانسي بالقرب من الحدود الأفغانية الباكستانية، لذلك طُلب من المخبر جذب كانسي إلى باكستان حيث يمكن القبض عليه بسهولة أكبر.تم إغراء كانسي بعرض تجاري مربح - تهريب سلع إلكترونية روسية إلى باكستان - جلبه إلى ديرا غازي خان، في مقاطعة البنجاب في باكستان، حيث سجل دخوله إلى غرفة في فندق شاليمار.
في 15 يونيو1997، داهم فريق مسلح من عملاء مكتب التحقيقات الفيدرالي، يعمل مع المخابرات الباكستانية، غرفة فندق كانسي لاعتقاله.وأخذت بصماته في مكان الحادث لتأكيد هويته.
هناك بعض الخلاف حول المكان الذي تم نقل كانسي إليه بعد ذلك - تزعم السلطات الأمريكية أنه كان منشأة احتجاز تديرها السلطات الباكستانية، بينما تزعم المصادر الباكستانية أنها كانت السفارة الأمريكية في إسلام أباد  قبل نقلها إلى الولايات المتحدة في يونيو 17 في نقل سي-141 .

أثناء الرحلة، قدم كانسي اعترافًا شفهيًا وكتابيًا كاملاً لمكتب التحقيقات الفيدرالي.
كان تسليم كانسي خارج نطاق القضاء مثيرًا للجدل في باكستان - لم يتم تقديم طلب رسمي لتسليمه، ولم يتم الشروع في إجراءات تسليم. أكدت السلطات الأمريكية لاحقًا أن التسليم كان قانونيًا بموجب معاهدة تسليم المجرمين الموقعة مع المملكة المتحدة، قبل التقسيم عندما كانت الهند تحت الحكم الاستعماري. جادل كانسي ضد تسليمه إلى المحكمة، لكن تأكيداته وُجد أن لا أساس لها في القانون.كتبت المحكمة:
... لا تحتوي المعاهدة المبرمة بين الولايات المتحدة وباكستان على أي بند يحظر عمليات الاختطاف القسري، كما أنها لا "تزعم" تحديد الطريقة الوحيدة التي يمكن من خلالها لدولة ما أن تحصل على حضانة مواطن من الدولة الأخرى لأغراض المحاكمة. " بطاقة تعريف. في 664. كما أن المعاهدة لا تنص على أنه بمجرد تقديم طلب للتسليم، تصبح الإجراءات المبينة في المعاهدة هي الوسيلة الوحيدة لنقل حضانة مجرم مشتبه به من دولة إلى أخرى. أخيرًا، نظرًا لأن كانسي لم يُعاد إلى الولايات المتحدة عن طريق إجراءات التسليم التي بدأت بموجب معاهدة تسليم المجرمين بين الولايات المتحدة وباكستان، فإن اعتماد كانسي على الولايات المتحدة ضد راوشر لم يفيده.

## محاكمة
في 16 فبراير / شباط 1993، اتُهم كانسي، الذي كان آنذاك فارًا، بقتل دارلنج، وقتل بينيت، وثلاث تهم بجروح كيدية للضحايا الآخرين، إلى جانب تهم تتعلق بالأسلحة النارية.
حوكم كانسي أمام هيئة محلفين في محكمة ولاية فرجينيا على مدى عشرة أيام في نوفمبر 1997، بدعوى أنه غير مذنب في جميع التهم الموجهة إليه.خلال المحاكمة، قدم الدفاع شهادة من الدكتور ريتشارد ريستاك،طبيب أعصاب وطبيب نفسي عصبي، بأن كانسي فقد أنسجة من فصيه الجبهي، وهو عيب خلقي جعل من الصعب عليه الحكم على نتيجة أفعاله.أعاد طبيب نفسي آخر هذه الشهادة للدفاع بناءً على فحص مستقل.وجدته هيئة المحلفين مذنباً، وحددت عقوبة الإعدام بتهمة القتل العمد.
في 4 فبراير 1998، حُكم على كانسي بالإعدام لقتل دارلينج، الذي أُطلق عليه الرصاص في بداية الهجوم ومرة أخرى بعد إطلاق النار على الضحايا الآخرين.من بين عقوباته الأخرى حكم بالسجن المؤبد لقتل بينيت من الدرجة الأولى، وعقوبات متعددة لمدة 20 عامًا للجروح الخبيثة، وغرامات بلغ مجموعها 600000 دولار.

## ثأر محتمل
قبل أيام من إدانة كانسي في نوفمبر 1997، قُتل أربعة مدراء نفطيين أمريكيين وسائق سيارة أجرة باكستاني بالرصاص في كراتشي، فيما وُصف بأنه رد متعمد على حكم إدانة كانسي.

## تنفيذ
أُعدم كانسي بالحقنة المميتة في 14 نوفمبر / تشرين الثاني 2002، في مركز جرينزفيل الإصلاحي في جارات بولاية فيرجينيا، وأعيد جسده إلى باكستان.

## الضحايا
القتيلان اللذان نتج عن هجوم كانسي هما لانسينغ بينيت،66، وفرانك دارلينج،28، وكلاهما من موظفي سي آي أي.كان بينيت، الذي يتمتع بخبرة كطبيب، يعمل كمحلل استخباراتي يقيم صحة القادة الأجانب. عملت دارلينج في عمليات سرية.
وأصيب الثلاثة في الهجوم هم مهندس كالفين مورغان (61 عاما).نيكولاس ستار (60 عاما) محلل بوكالة المخابرات المركزية.وستيفن أي ويليامز،48 عامًا، موظف في التليفون والتلغراف الأمريكي.

## النصب التذكارية

### الجدار التذكاري لوكالة المخابرات المركزية

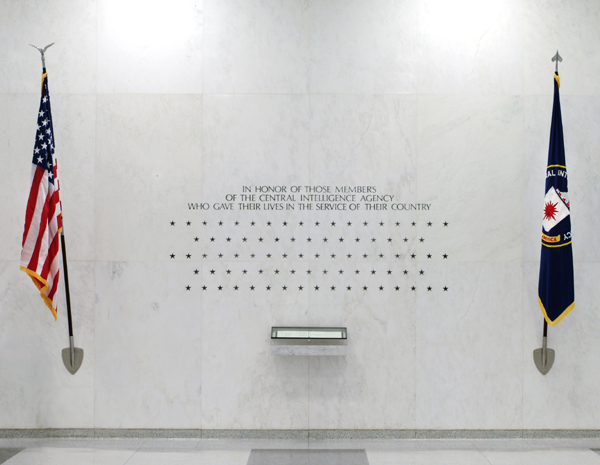
الجدار التذكاري لوكالة المخابرات المركزية في مقرهم في لانجلي،حيث يتم إحياء ذكرى بينيت ودارلينج

تم إحياء ذكرى بينيت ودارلينج باعتبارهما المدخلين 69 و 70 على «الجدار التذكاري» للنجوم التابع لوكالة المخابرات المركزية في بهو مبنى مقر لانغلي، على الرغم من أن الرئيس كلينتون، في خطاب موجه إلى وكالة المخابرات المركزية، نسب الشخصين إلى النجمين 55 و 56.

### نصب الطريق 123
النصب التذكاري للطريق 123، الذي يتكون من جدار من الجرانيت ومقعدان يواجهان بعضهما البعض بالقرب من موقع إطلاق النار، مخصص لبنيت ودارلينج. هذا النصب التذكاري مضاء في الليل.النصب التذكاري ليس في المكان المحدد لإطلاق النار لأسباب مرورية.

نقش يقول:
تخليداً لذكرى التفاني المطلق للمهمة التي أظهرها ضباط وكالة المخابرات المركزية الذين أخذت حياتهم أو تغيرت إلى الأبد بسبب الأحداث في الداخل والخارج.
مخصص للخدمة
مايو 2002
تم تكريس النصب التذكاري في 24 مايو 2002.

### غابة لانسينغ بينيت
تمت إعادة تسمية إحدى الغابات تكريماً لبينيت - غابة لانسينغ بينيت في دوكسبري،ماساتشوستس، حيث كان سابقًا رئيسًا للجنة حماية دوكسبري.
تم دفن بينيت في مقبرة العنق الرباعي، قبالة الطريق 6A، شرق دينيس، ماساتشوستس، مع شقيقه ووالديه في مؤامرة عائلية.

### نصب كانسي التذكاري
تم إحياء ذكرى كانسي من خلال مسجد بني باسمه مسجد الشهيد أيمال قاسي (مسجد الشهيد أيمال كاسي) في مدينة أورمارا الساحلية في مقاطعة بلوشستان، مسقط رأس كانسي.